# Krisztina Rády
Pour l’article homonyme, voir Rady.
Dans le nom hongrois Rády Krisztina, le nom de famille précède le prénom, mais cet article utilise l’ordre habituel en français Krisztina Rády, où le prénom précède le nom.
Krisztina Rády, née le 23 août 1968 à Budapest et morte le 10 janvier 2010 à Bordeaux, est une femme de lettres, traductrice, organisatrice d'événements artistiques hongroise et ancienne directrice culturelle de l'Institut hongrois de Paris.
Krisztina Rády est particulièrement connue pour avoir été la compagne de Bertrand Cantat, avec qui elle a eu deux enfants. Elle s'est suicidée par pendaison à son domicile en 2010. Des allégations de violences physiques et psychologiques ont été formulées à l'encontre de Cantat, mais Krisztina Rády a toujours affirmé publiquement n'avoir jamais subi de violences de la part de celui-ci. En 2018, une nouvelle enquête a été ouverte à la suite de ces accusations, mais elle n'a pas établi de lien entre son suicide et des violences présumées. Un documentaire diffusé en 2025 provoque la réouverture d'une enquête par le parquet de Bordeaux, qui remet à l'ordre du jour l'hypothèse d'un suicide forcé.

## Biographie

### Jeunesse
Titulaire d’un diplôme de langues et civilisations françaises et portugaises, Krisztina Rády maîtrise huit langues, dont le français, le portugais, l'espagnol, et l'italien.

### Carrière
Krisztina Rády joue un rôle actif dans les mouvements culturels hongrois dès le début des années 1990, après la chute du mur de Berlin et la dissolution de l'Union soviétique, marquant la fin de l'ère communiste en Hongrie. Elle fonde un journal culturel et une radio libre, qui deviennent des plateformes essentielles pour les minorités ethniques et les femmes. Elle est aussi programmatrice musicale pour le Tilos az Á (hu), un lieu emblématique de la scène culturelle et musicale de Budapest dans les années 1990. En 1993, elle y organise la Fête de la musique pour l'Institut français de Budapest.
Entre 1997 et 2000, elle occupe la fonction de directrice artistique de l'Institut hongrois de Paris, et joue le rôle de commissaire pour les musiques actuelles lors des saisons culturelles hongroise, polonaise et tchèque, organisées par l'Agence française d'action artistique (AFAA) et le ministère de la Culture français.
Son agence de production, qu'elle dirige conjointement avec Robert Lacombe, organise les programmes français du Sziget Festival, un festival de musique qui a lieu chaque été sur l'île d'Óbuda à Budapest.
Krisztina Rády est à l'origine du spectacle À cœur pur, une performance littéraire et musicale basée sur les poèmes d'Attila József, qu'elle a également mis en scène. Ce spectacle, présenté en tournée dans de nombreuses villes de France, met en scène des poèmes choisis et traduits par Rády elle-même. La pièce est interprétée par l'acteur Denis Lavant, et par le guitariste Serge Teyssot-Gay, membre du groupe Noir Désir. La participation du comédien hongrois Zsolt Nagy (hu), de la troupe Krétakör (en), permet également au public d'entendre les poèmes en hongrois. En 2008, À cœur pur fait l'objet d'un livre-CD publié aux éditions du Seuil.
En tant que traductrice, elle contribue à faire connaître le théâtre hongrois en France, permettant notamment la représentation des œuvres de Ferenc Molnár, avec Liliom ou la vie et la mort d'un vaurien. et de son contemporain István Tasnádi, avec Phèdre. Elle réalise aussi la traduction en hongrois de la bande dessinée Persepolis de Marjane Satrapi.
Pendant de nombreuses années, elle travaille pour la chaîne de radio française France Culture. En 2007, elle réalise la série Surprises d'Europe centrale, dont les trois premiers épisodes sont consacrés à la culture hongroise.
Selon le directeur de l'Institut hongrois, András Ecsedi-Derdák (hu), et András Bálint Kovács (hu), Krisztina Rády joue un rôle central dans les relations franco-hongroises contemporaines. Elle est reconnue pour son travail qui a permis de faire rayonner la culture hongroise au-delà des murs de l'Institut hongrois. Grâce à ses initiatives, des milliers de Français ont pu découvrir des artistes comme le violoniste Félix Lajkó. Rády est également à l'origine de programmes culturels innovants, tels que ceux organisés sur le Batofar, un bateau amarré à un quai de la Seine, dont le succès a inspiré la création d'un lieu similaire à Budapest, l'A38 (en).

### Vie privée
Krisztina Rády rencontre Bertrand Cantat en 1993, au Sziget Festival à Budapest. Ils se marient en 1997 et ont deux enfants. En 2002, le couple se sépare, le chanteur ayant entamé une liaison avec l'actrice Marie Trintignant.
Krisztina Rády a toujours montré un soutien sans faille à son ancien compagnon lorsque celui-ci a été poursuivi et condamné le 24 mars 2004 à huit années de prison par un tribunal de Lituanie, pour avoir porté des coups mortels à Marie Trintignant, au cours d'une violente dispute survenue le 27 juillet 2003 à Vilnius. Lors du procès, elle déclare : « Je n'ai jamais subi de violence de la part de Bertrand. Au contraire, dans ses rapports privés comme publics, il privilégiait la discussion, le fait de comprendre certaines choses dans la vie d'un couple. »
À la libération de Bertrand Cantat, après quatre années d'incarcération, elle reprend la vie commune.

### Décès
Le 10 janvier 2010, Krisztina Rády se suicide par pendaison à son domicile, à Bordeaux, tandis que son conjoint Bertrand Cantat dort. Son fils de 12 ans découvre son corps. Une éventuelle responsabilité de Bertrand Cantat dans ce suicide est écartée à la suite de l'autopsie le 11 janvier 2010, qui confirme la thèse du suicide par pendaison. 
Une lettre d'adieu est retrouvée, dont le contenu n'est pas rendu public par le parquet de Bordeaux « par respect pour ses proches et sa famille ». Cette lettre, consultée par L'Obs, mentionne Bertrand Cantat en évoquant ses « cris incessants » et ses accusations. La lettre, rédigée en français malgré les origines hongroises de Krisztina Rady, est principalement centrée sur ses enfants et sa famille. Elle mentionne également deux personnes qui l'auraient trahie, dont la femme d'un ancien membre de Noir Désir.
Krisztina Rády est inhumée dans le cimetière de Moustey (Landes).

## Enquêtes

### Années 2010
Le 22 novembre 2012, les parents de Krisztina Rády déclarent dans un entretien à l'hebdomadaire Paris Match que leur fille aurait subi des violences de la part de Bertrand Cantat, à sa sortie de prison. Le lendemain, Bertrand Cantat, par l'intermédiaire des avocats Olivier Metzner et Aurélien Hamelle, porte plainte contre le magazine pour « propos diffamatoires » ainsi que pour la publication de photographies de sa fille, encore mineure.
En 2013, un ouvrage de Stéphane Bouchet et Frédéric Vézard ravive l'intérêt médiatique et public pour l'affaire Cantat, en particulier avec les révélations sur Krisztina Rády, reproduisant un message téléphonique laissé par celle-ci sur le répondeur de ses parents, six mois avant son suicide, évoquant le comportement violent de son compagnon, alors en liberté conditionnelle.
Le 30 novembre 2017, Le Point, repris par Le Figaro, fait état d'accusations par des membres de Noir Désir de violences conjugales du chanteur, notamment à l'égard de Krisztina Rády,. À la suite de cet article, Bertrand Cantat attaque le journal en diffamation, mais Le Point n'est pas condamné au titre de l'excuse de bonne foi. Le 3 juin 2018, une enquête préliminaire est ouverte contre Bertrand Cantat par le parquet de Bordeaux à la suite d'une plainte déposée par une ancienne avocate, Yael Mellul, mettant en cause sa responsabilité dans la mort. Cette réouverture de l'enquête est en partie motivée par les témoignages de la femme d'un ancien membre de Noir Désir, la même personne citée par Krisztina Rády dans sa lettre d'adieu. Elle aurait évoqué la violence de Cantat et la connaissance de cette violence par les membres du groupe lors d'entretiens avec Yael Mellul. Le 6 juillet 2018, la plainte est classée sans suite. La procureure de la République de Bordeaux déclare que « les investigations menées n’ont pas permis de caractériser que le suicide de Krisztina Rády était en relation avec des violences physiques et psychologiques commises sur elle par Bertrand Cantat ».

### Années 2020

#### Enquêtes et suites judiciaires des années 2020
Le 27 mars 2025, Netflix diffuse le documentaire De rockstar à tueur : le cas Cantat, résultat d'une enquête débutée en 2016, dans laquelle des témoins rapportent des incidents de violences conjugales répétées,. Parmi ces témoignages, un infirmier affirme avoir consulté des archives hospitalières indiquant un passage aux urgences de Krisztina Rády au cours de la période 2007-2010, alors que Bertrand Cantat était retourné vivre avec elle : Krisztina Rády était venue faire constater ses blessures à la suite d'« une altercation avec son compagnon, une violente dispute » qui a entraîné, selon le médecin, un « décollement du cuir chevelu et des bleus, des hématomes ». L’infirmier en déduit « que Krisztina Rady a été très violemment attrapée par les cheveux ou traînée par les cheveux ».
Le 24 juillet 2025, le procureur de la République de Bordeaux rouvre une enquête sur des faits de violences volontaires, évoquant le document De rockstar à tueur : le cas Cantat à l'appui de cette décision.

## Hommage et postérité
R'avec, roman d'Eva Almassy sorti en 2021, évoque le retour au domicile conjugal d'un chanteur emprisonné pour avoir tué la femme pour laquelle il avait quitté son épouse.